# Стейнхьер (футбольный клуб)
«Стейнхьер» (норв. Steinkjer Fotballklubb) — норвежский футбольный клуб из города Стейнхьер. В настоящий момент он выступает в Третьем дивизионе, четвёртом по силе дивизионе страны.
Футбольный клуб был основан 29 мая 1910 года.
«Стейнхьер» играет свои домашние матчи на стадионе Гульдбергёунет в Стейнхьере, вмещающем 4 000 зрителей.
Лучшего результата «Стейнхьер» в чемпионате Норвегии смог добиться в сезоне 1961/62, заняв второе место следом за чемпионом «Бранном». В общей сложности «Стейнхьер» провёл 10 сезонов в главной норвежской футбольной лиге.